# أريك هولدر
أريك هولدر (بالفرنسية: Éric Holder)‏ (و. 1960 – م) هو كاتب، وكاتب سيناريو، من فرنسا، ولد في ليل.

## جوائز
حصل على جوائز منها:
- جائزة روجيه نيميه [الإنجليزية]‏ (1996)
- جائزة ديسمبر [الإنجليزية]‏ (1994)
- جائزة فينيون (1989).

## وصلات خارجية
- أريك هولدر على موقع IMDb (الإنجليزية)
- أريك هولدر على موقع ألو سيني (الفرنسية)
- أريك هولدر على موقع أول موفي (الإنجليزية)
- أريك هولدر على موقع قاعدة بيانات الأفلام السويدية (السويدية)
- أريك هولدر على موقع قاعدة بيانات الفيلم (الإنجليزية)
- أريك هولدر على موقع كينوبويسك (الروسية)